# Нандадеви (национальный парк)
Нандадеви (хинди नन्दा देवी राष्ट्रीय उद्यान, англ. Nanda Devi National Park) (30°25′07″ с. ш. 79°50′59″ в. д.) — национальный парк в Индии в районе одноимённой горы (Западные Гималаи), в честь которой и получил своё название.
Парк был создан в 1982 году на площади 630 км², а в 1988 году стал объектом всемирного наследия ЮНЕСКО. В 2005 году в объект 335 была добавлена Долина Цветов.
На территории парка нет постоянного населения. В биосферном заповеднике сохранились в диком виде такие редкие виды, как голубые бараны, снежный барс, чёрный медведь, некоторые птицы-нектарницы. На альпийских лугах есть эндемичные виды растений. Другая часть национального парка — ледники, расположенные на высоте выше 6000 м. Весь парк, за исключением нескольких долин и ущелий, находится на высоте свыше 3500 м.
Одна из достопримечательностей парка — Озеро Скелетов.